# Nick y Nora, una noche de música y amor
Nick y Nora, una noche de música y amor en Hispanoamérica y España (en idioma original Nick & Norah's Infinite Playlist) es una película de comedia romántica independiente de 2008 dirigida por Peter Sollett y protagonizada por Michael Cera y Kat Dennings. Escrita por Lorene Scafaria y basada en la novela homónima de Rachel Cohn y David Levithan, la historia trata de Norah (Dennings) que pretende ser novia de Nick (Cera) por cinco minutos. Este par de adolescentes tratará de encontrar durante la noche a su banda musical favorita quien dará un concierto en algún lugar secreto. Por otro lado la banda de Nick llevará a Caroline, una amiga de Norah, quien totalmente ebria se les perderá en el camino a casa.
Las actuaciones en esta película nos muestran las emociones más profundas en un ser humano: el miedo, la alegría, la furia y la valentía de luchar por lo que quieres.

## Reparto
- Michael Cera es Nick O'Leary, bajista de una banda.
- Kat Dennings es Norah Silverberg, hija de un productor discográfico.
- Ari Graynor es Caroline, amiga de Norah.
- Alexis Dziena es Tris, exnovia de Nick
- Aaron Yoo es Thom, guitarrista de la banda de Nick.
- Rafi Gavron es Dev, vocalista de la banda.
- Jay Baruchel es Tal, músico aficionado y "amigo con derechos" de Norah.
- Jonathan B. Wright como Lethario, amigo de Thom y Dev.
- Rachel Cohn y David Levithan, autores de la novella homónima y hacen un breve cameo.
- Eddie Kaye Thomas, novio de Graynor, hace un cameo en el cabaret gay.
- Devendra Banhart, John Cho, Seth Meyers y Andy Samberg.
- Zachary Booth como Gary.
- Kevin Corrigan, en un cameo.